# Ponte A Prueba
Ponte A Prueba és un programa radiofònic espanyol produït per Mediens S.L., dirigit a un públic objectiu d'entre 14 i 35 anys que s'emet a l'emissora musical Europa FM des de setembre de 2006. El seu horari és de 23:00 a 01:00 hores de dilluns a divendres, i els diumenges amb el mateix horari s'emet una recopilació dels millors moments de la setmana. És un programa de participació de l'oient en el qual es parla de temes com el sexe, l'amistat, les relacions, i fins i tot fenòmens paranormals, des d'un punt de vista informal i divertit. Es combinen les intervencions en directe amb els èxits musicals del moment. El programa està presentat i dirigit per Josep Lobató. A la seva edició inicial, l'equip estava compost per Josep Lobató, Oriol Sàbat i Agnès Tejada, més coneguda com a Venus. Posteriorment l'equip de locutors fou Josep Lobató, Oriol Sàbat, Patricia López i Daniela Blume. Al 12 de gener del 2009, Laura Manzanedo (també coneguda com a "L.M.") s'incorporà al programa.
El 27 de febrer del mateix any es confirma la sortida del programa de Daniela per participar en el programa de Telecinco "Supervivientes". D'altra banda, Venus ha tornat "misteriosament" per substituir-la.
Al mes de maig de 2007 els locutors de "Ponte A Prueba" publiquen amb Editorial Planeta un llibre homònim basat en les experiències dels oients del programa. El llibre es convertí en un dels més venuts a Espanya i en una de les revelacions editorials de 2007. El 27 de novembre d'aquell mateix any, es publica amb la mateixa editorial un nou llibre: "Ponte A Prueba, Confidencial". En aquest nou llibre, són els locutors del programa els que relaten les seves pròpies experiències viscudes sobre els temes que es tracten al programa i s'inclou un DVD amb imatges inèdites. Al març de 2008 es posa a la venda "Ponte A Prueba 2", escrit pels quatre components de l'última generació de l'espai. L'11 de setembre del 2013 va canviar de presentadors, retornant com a director i presentador Josep Lobató, acompanyat de Laura Manzanedo i Sara Gil.

## Equip
- Direcció: Josep Lobató
- Locució: Josep Lobató, Laura Manzanedo, Sara Gil,.

## Premsa
- "Míratela" (2008) a TELETODO (El Periódico de Catalunya). Josep, Oriol, Patricia i Daniela parlen sobre sexe i televisió.
- "No te cortes" (El Periódico de Catalunya/2007)
- "El consultorio del PAP" (El Periódico de Catalunya/2005)

## EtapaJosep Lobató
Des de 2006 fins a 2008 l'espai estava dirigit i presentat per Josep Lobató, amb Patricia López, Daniela Blume, Venus i Oriol Sàbat.
El 5 de setembre del 2013, s'anuncia la seva tornada al programa.

## EtapaOriol Sàbat
Des de la marxa de Josep Lobató el programa estava dirigit i presentat per Oriol Sàbat amb Víctor Cortes, Laura Manzanedo, Agnès Tejada (Venus) i Alejandra García més coneguda com a Daniela Blume.

## Premis
| Gala              | Premi                                          | Any  |
| Premis Ondas 2007 | Ondas al millor programa de la ràdio a Espanya | 2007 |